# Проспект Ленина (Симеиз)
Симеизский проспект (первоначально Мальцовский проспект, также Кипарисовая аллея, аллея Аполлонов или Симеизский проспект) — пешеходный проспект в Симеизе, одна из центральных улиц поселка, кратчайший из проспектов Европы (всего около 200 м) и единственная прямая улица Большой Ялты.

## История
Проспект начинается и заканчивается главной улицей поселка — Советской, которая огибает его. Справа и слева проспекта расположены парк-отель «Симеиз», санатории «Юность» и «Красный Маяк».
В 1935 году проспект украсили цветниками, пирамидальными кипарисами и копиями античных статуй, выполненных в виде обнаженных людей, что было удивительно для того периода.